# Revolver
Pour les articles homonymes, voir Revolver (homonymie).

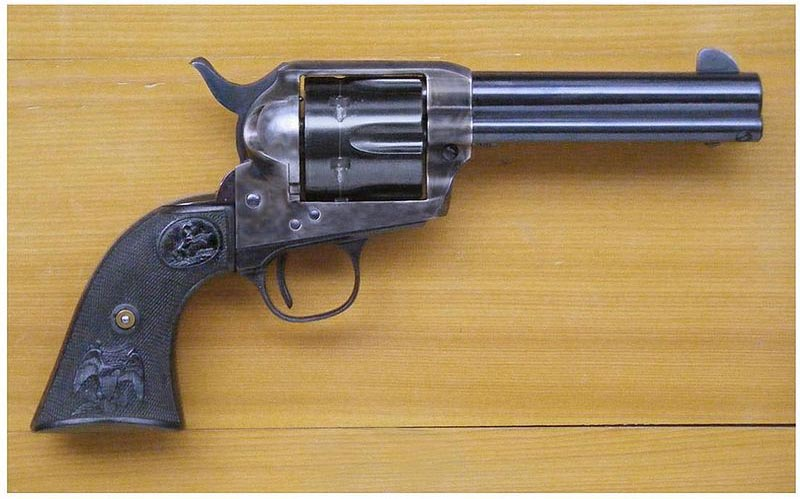
Revolver Colt Single Action Army.

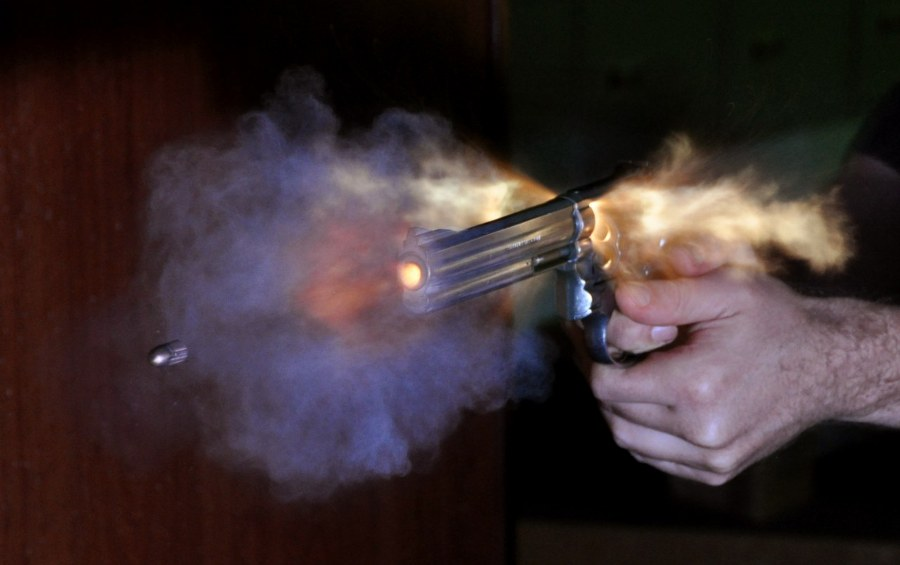
Tir d'un revolver Smith & Wesson Model 686 en .38 Special.

Un revolver ou révolver (prononcé : [ʁevɔlvɛr]) est un système équipant une arme à feu dans lequel les chambres (partie de l'arme contenant la charge propulsive et le projectile) sont amenées tour à tour par rotation d'un barillet devant un canon indépendant, permettant de tirer plusieurs coups sans interruption.
Par synecdoque, le mot revolver désigne également — et plus couramment — l'arme de poing équipée de ce système rotatif.

## Étymologie
Ce mot est issu du latin revolvere ou revolvare qui signifie « tourner ». Cette racine a donné en moyen français le verbe transitif revolver (prononcé déjà à l'époque [ʀevɔlvε:ʀ]) signifiant « dérouler, feuilleter », en castillan volver : « Retourner, revenir » et en anglais to revolve : « faire tourner ».
Les formes dérivées françaises ayant périclité à partir du XVIIe siècle, elles sont réapparues au XIXe siècle via l'anglais pour désigner les pistolets à système rotatif.

## Historique

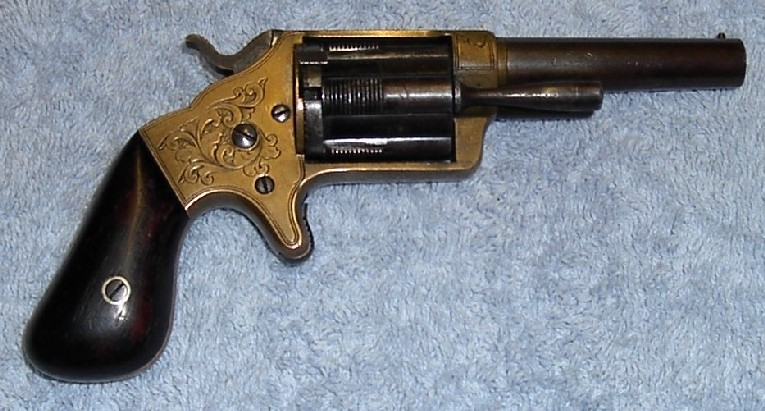
Brooklyn Firearms Slocum fabriqué de 1863 à 1864.

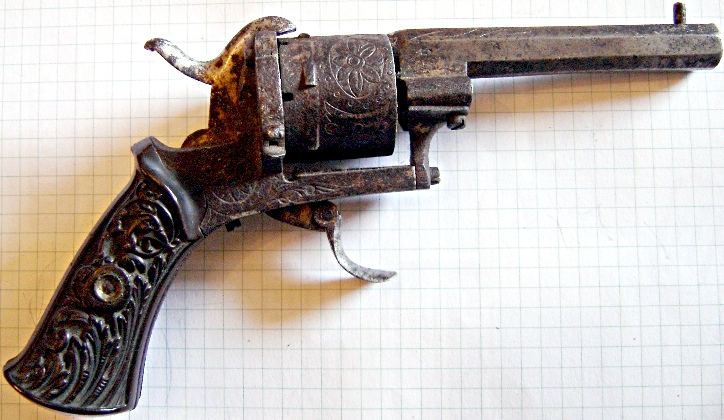
Modèle Lefaucheux, cartouche à broche, 1865-70.

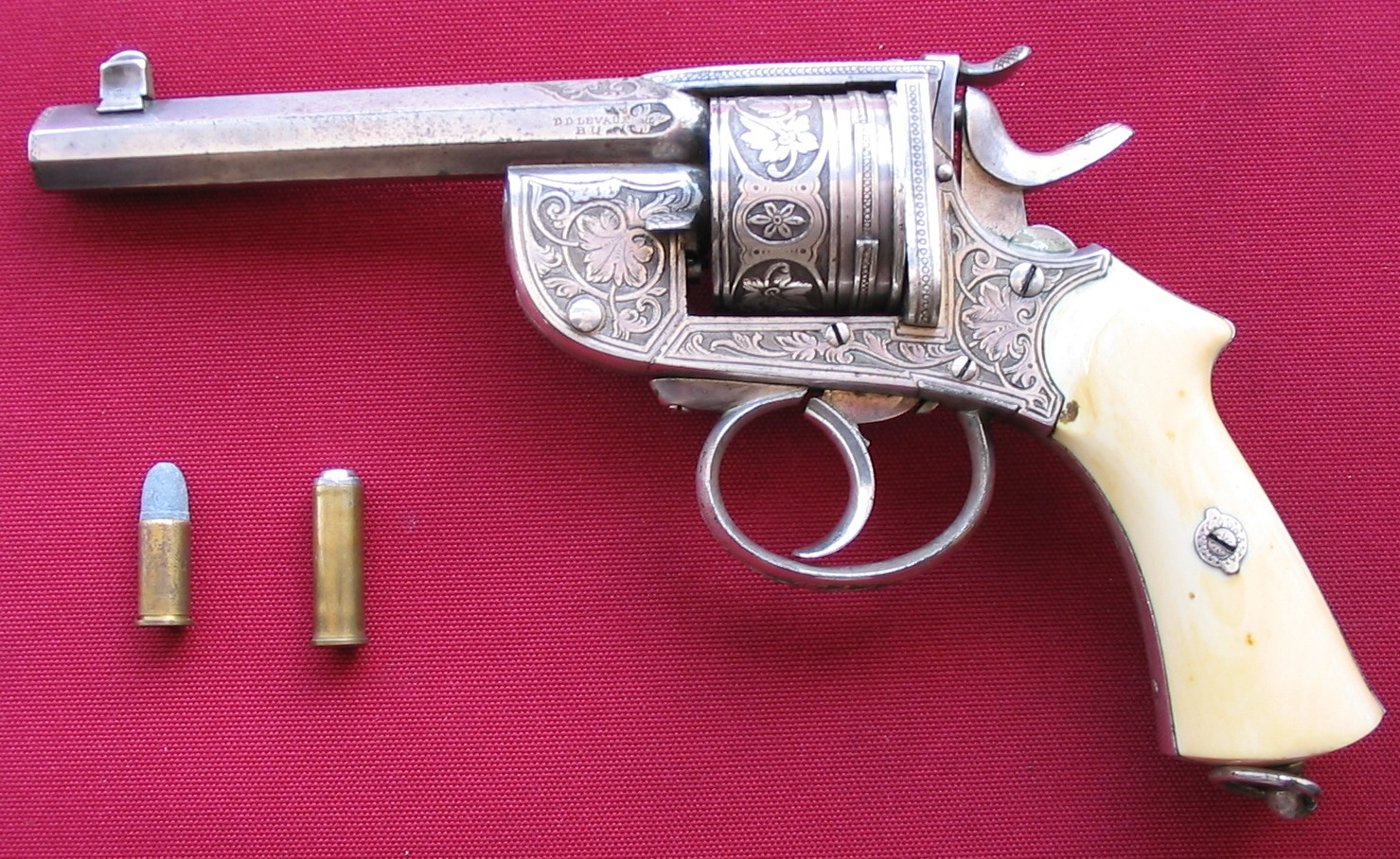
Revolver 9 mm, Dieudonné Levaux, Liège 1870, modèle en métal argenté et crosse en ivoire.

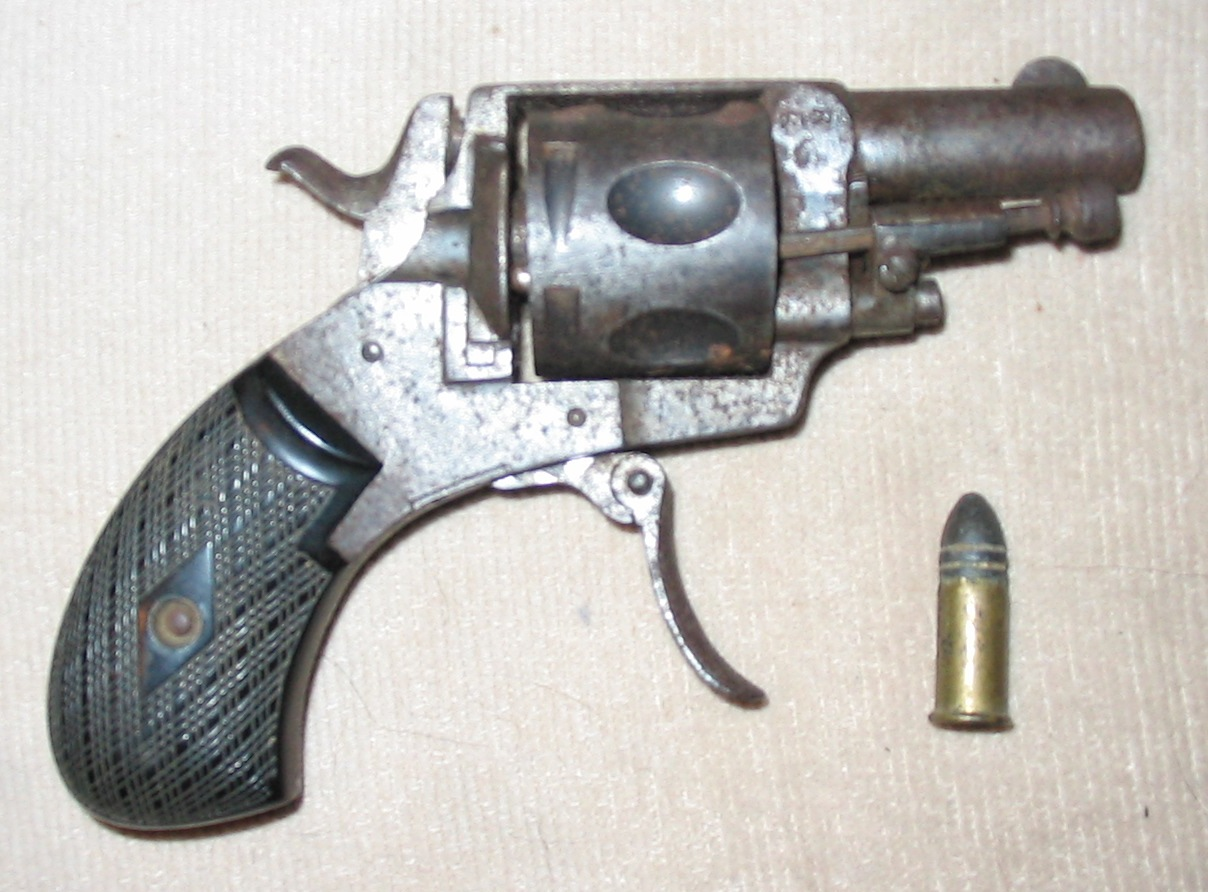
Revolver 8 mm type Bulldog, Manufacture d'armes de Saint-Étienne vers 1890, crosse en bakélite noire.

Les revolvers existent depuis au moins le XVIe siècle. Ils sont surtout connus par les pistolets revolver qui se sont développés à partir du XIXe siècle, lorsque l'amorce chimique a remplacé la batterie à pierre comme système de mise à feu.
En 1815, Julien Leroy dépose un brevet français pour un fusil tournant à silex et à percussion à mécanisme simple action,. En 1827, l'armurier français Lepage présenta un fusil tournant à double canon ainsi qu'un fusil tournant à un seul canon et des pistolets à cinq coups.
Le revolver moderne est apparu dans son principe en 1836 avec le modèle Colt Paterson à simple action inventé (le chien est armé à la main, faisant tourner le barillet en même temps pour aligner la chambre chargée en face du canon) par Samuel Colt. Il constituait un progrès considérable sur les poivrières possédant plusieurs canons tournants, en général de faible calibre et puissance, ainsi que sur les pistolets à un ou deux canons fixes, pouvant être plus puissants.
L'avancée technique sur les systèmes à silex est l'invention de la capsule détonante permettant d'allumer la charge de poudre avec une grande fiabilité et un mécanisme peu encombrant. Le Paterson ne possédait pas de levier de chargement (servant à pousser la balle dans la chambre), ce qui impliquait de démonter le barillet pour le charger, démontage toutefois simple et rapide.
Le chargement du revolver à capsule se fait par l'avant du barillet, une dose de poudre, une bourre facultative pour combler le vide entre poudre et balle, la balle, posée de façon à affleurer le bord du barillet, puis on passe au chargement de la chambre suivante. À la fin, de la graisse remplit le creux autour des balles pour empêcher l'humidité de pénétrer, ainsi que pour empêcher la flamme issue d'une chambre voisine d'allumer plusieurs charges alors que les balles ne sont pas face au canon, puis finalement les capsules sont posées. Pour le transport chargé, le chien repose sur les encoches du barillet situées entre les chambres. Sur les très rares modèles ne disposant pas de ces encoches, il est plus que prudent de laisser une chambre vide pour ne pas laisser reposer le chien sur une amorce, le moindre choc pouvant alors faire partir le coup.
Cette capsule sera plus tard intégrée à un corps en laiton contenant la poudre et maintenant la balle, de façon à donner la cartouche moderne. Certains fabricants proposaient un ensemble balle et poudre durcie enserrée dans un boyau ou du papier combustible pour simplifier le chargement. Les premiers revolvers étaient généralement à cadre ouvert, une sorte de U enserrant le barillet, mais la puissance des charges tordait le cadre, les revolvers puissants utilisent un cadre monobloc fermé sur le dessus, indéformable.
En 1854, Eugène Lefaucheux a présenté le modèle Lefaucheux 1854, basé sur un brevet de 1845, le premier revolver à utiliser des cartouches métalliques autonomes plutôt que de la poudre libre, une balle de pistolet et des amorces à percussion. Il s'agit d'un revolver à broche à simple action contenant six cartouches.
En 1855, l'Américain Rollin White eut l'idée de forer de part en part le barillet des revolvers, autorisant ainsi le chargement par l'arrière. La firme Colt, d'abord approchée pour l'exploitation commerciale, la jugea sans intérêt. Son concurrent Smith & Wesson acheta en 1856 les droits afin d'exploiter le seul type de barillet susceptible de fonctionner avec ses nouvelles cartouches. Lors de l'expiration du brevet Colt (1857) concernant l'invention du barillet, Smith & Wesson bénéficia, de ce fait, d'une exclusivité sur les barillets forés de part en part et ce jusqu'en 1869. Pour contourner ce brevet, de nombreux armuriers, par exemple Slocum, recherchèrent d'autres systèmes.
La capacité pratique était souvent réduite d'une cartouche car il était d'usage de laisser vide la chambre alignée avec le canon afin d'éviter une percussion accidentelle en cas de chute, du moins jusqu'à l'invention du « chien rebondissant » qui, au lieu de reposer sur l'amorce, revient un peu en arrière après percussion et y demeure, dans une position interdisant une percussion accidentelle, jusqu'à nouvelle pression du tireur sur la queue de détente.
Les platines des premiers revolvers étaient simple action, le tireur devait donc armer à la main avant chaque tir. Les platines double action, permettant tout à la fois d'armer le chien et de tirer d'une seule pression sur la détente, apparurent vers 1850. Cela augmenta la cadence de tir des revolvers mais la pression à exercer sur la détente étant plus forte, la précision est réduite. C'est pour cette raison que les revolvers double action fonctionnent généralement aussi en simple action.
Pendant la même période, quelques carabines ont utilisé le système à barillet du revolver, mais la position de tir propre aux armes d'épaule rapprochait dangereusement le visage du barillet donc de ses projections de gaz brûlants et d'éclatements potentiels.
Comme arme de poing, le revolver a longtemps pu faire valoir une meilleure fiabilité que le pistolet. Son mécanisme simple ne s'enraye pas et en cas de cartouche défectueuse, il suffit de presser à nouveau la détente pour aligner une chambre pleine et tirer une autre cartouche. Cet avantage est moins déterminant au début du XXIe siècle, car les procédés industriels modernes améliorent la fiabilité des pistolets et des munitions, mais il permet toujours de tirer tous les chargements de munition alors que le mécanisme d'un pistolet semi-automatique pourrait ne pas être mis en mouvement par une cartouche ne générant que peu de recul.

## Principe de fonctionnement
Le début de l'armement du chien dégage le verrou et entraine via l'élévateur le barillet d'une fraction de tour de façon à placer une chambre face au canon, puis en fin de mouvement engage le verrouillage du barillet garantissant l'alignement précis avec le canon, tout en tendant le ressort de chien. Un appui sur la détente dégage le bec de gâchette de l'encoche d'armé du chien, qui s'abat sur l'amorce. Ce système est simple, avec peu de pièces, donc fiable. Il existe toujours un cran de demi-armé permettant de faire pivoter librement le barillet pour le chargement. Ce cran est fragile et ne doit jamais servir de sécurité.
La plupart des revolvers tolèrent une perte de gaz à cause de l'intervalle entre le canon et le barillet, nécessaire pour permettre la rotation de ce dernier[Comment ?] (on voit le panache de gaz sur l'image de tir, plus haut). Cependant certains, comme le célèbre Nagant M1895, sont conçus pour assurer l'étanchéité, ce qui d'une part améliore la puissance, d'autre part réduit le bruit du tir. Le Nagant pouvait être muni d'un silencieux. La phase d'armement de ce revolver comporte un faible mouvement vers l'avant du barillet, qui engage la cartouche spéciale dans le canon. Ainsi la cartouche assure une fonction de joint d'étanchéité.

## Types
Il existe deux formes de revolvers. Dans la première (revolver à tourelle), l'ensemble des chambres est supporté par un disque (voire par un tore),,, alors que dans la seconde les chambres sont creusées dans un cylindre (barillet).
Ces mécanismes ont équipé tous les types d'armes à feu, depuis l'arme de poing (pistolet) jusqu'au canon en passant par les armes d'épaules (mousquet à mèche, mousquet à fusil — aussi nommé fusil à pierre), fusils.

## Capacité du barillet
Il y a un compromis entre plusieurs facteurs, notamment : encombrement et poids du barillet (et donc de l'arme), résistance à la pression produite par les gaz, et nombre de munitions logées dans le barillet. Pour une taille donnée du barillet, on pourra loger moins de munitions de gros calibre que de munitions de petit calibre. Pour une arme compacte et légère, il faudra réduire la taille du barillet et donc sa capacité ou le calibre. Si on accepte une arme plus lourde, il sera possible d'utiliser un barillet de plus grand diamètre, avec plus de coups ou un calibre plus gros.
La plupart des revolvers permettent de tirer six coups, d'où la désignation argotique de six coups. Certains revolvers de très fort calibre n'en comptent que cinq, des armes de très petite taille peuvent n'en contenir que trois pour conserver un encombrement minimal. Quelques revolvers modernes permettent plus de six coups comme le Taurus 627 Tracker (calibre .357 Magnum) qui possède un barillet de sept coups ou le Smith & Wesson 617 (calibre .22 LR) qui existe en version dix coups.
Au XIXe siècle, certains revolvers étaient équipés d'un gros barillet de seize voire vingt coups, parfois au prix d'une architecture ingénieuse autorisant deux rangs de chambres.

## Utilisation
Les munitions les plus courantes dans les revolvers sont le .22 Long Rifle, le .38 Special, le .357 Magnum ou encore des modèles en 9 mm. On trouve également des revolvers chambrés en .44 Magnum. Les revolvers de la police sont généralement chargés en .38 Special ou en .357 Magnum tout au plus. Le .357 Magnum étant une cartouche de .38 Special rallongée, de nombreux revolvers .357 Magnum peuvent tirer indifféremment les deux cartouches.
Les unités anti-terroristes, tel le GIGN, utilisent à l'occasion des revolvers pour leur puissance et leur fiabilité. Équipés d'une lunette, certains chasseurs utilisent de puissants revolvers à la place d'un fusil.
La simplicité du revolver permet des constructions robustes parfois utilisées pour tirer des munitions de très gros calibre : le .454 Casull, le .500 Winchester, le .444 Marlin. Ce sont généralement des revolvers simple action, appréciés dans les compétitions de tir à la silhouette métallique même si l'avènement du pistolet Desert Eagle produit par l'entreprise israélienne Israel Military Industries (IMI) a amélioré les possibilités des pistolets de série. Smith & Wesson a repoussé la limite avec son .500 S&W Magnum.
À munition de puissance égale, le recul d'un revolver est plus brutal que celui d'un pistolet du fait que rien « n'amortit » la poussée de la munition, contrairement à la culasse d'un pistolet qui assure la répartition du recul sur un laps de temps un peu plus long.
Le titane est parfois employé pour des revolvers modernes, soit pour certaines parties soit pour l'ensemble de sa construction comme dans le Taurus 415T. Le titane permet d'alléger considérablement l'arme ce qui la rend moins fatigante à porter mais qui en revanche se traduit par un recul plus important.

## Autres usages du principe du revolver
La mitrailleuse Gatling au XIXe siècle fonctionnait sur un principe assez semblable à celui du revolver, la différence essentielle étant un système automatique de remplacement des cartouches usagées par des neuves. Plus récemment, différentes compagnies d'armement sud-africaines ont repris le principe du revolver pour le Striker 12, fusil tactique comprenant douze munitions de chasse de calibre 12 et pour le lance-grenades de 40 millimètres MGL-MK1 à six coups.
Le départ des courses peut être effectué à l'aide d'un revolver de starter.

### La roulette russe
Sur un revolver à barillet qui ne bascule pas, le barillet peut tourner pour permettre le chargement chambre par chambre au cran de demi-armé. C'est la position qui permet aussi de « lancer » le barillet « à la roulette russe ». Toutefois le barillet n'est libre de tourner que dans un sens : l'élévateur (pièce servant à placer la chambre suivante face au canon lors de l'armement) est toujours en appui sur un cran en dents de scie via un petit ressort.
Ce cliquet n'autorise qu'un seul sens de rotation, sauf sur un modèle ancien en dotation dans l'armée russe, justement, où l'élévateur ne touchait pas le barillet au demi-armé, qui donc le laissait tourner sans frein dans les deux sens. Le poids d'une cartouche unique suffisait, par gravité, à faire tourner le barillet de façon à placer la cartouche au plus bas, et ceci quelle que soit la façon dont on le lance... Si tout se passe comme prévu, le premier et le second armé sont sans danger. L'armement du troisième coup nécessite un coup de main particulier lors de l'armement pour faire « retomber » la balle à l'opposé du canon.

## Quelques modèles
- Alfa-proj[10]
  - Alfa Para 9 mm Luger
  - Alfa steel 357 mg
  - Alfa steel 38 sp
  - Alfa steel 22 WMR
  - Alfa Holek
- Colt
  - Colt Paterson
  - Colt 1860 Army
  - Colt Anaconda
  - Colt Detective Special
  - Colt King Cobra
  - Colt Python
  - Colt Boa
  - Colt Single Action Army
- Dan Wesson Firearms
  - Dan Wesson 738P
  - Dan Wesson 8/9/11/12
- Lefaucheux
  - Simple action
  - Double action
  - Triple action
- Manurhin
  - MR-73
  - MR-88
  - MR-93
  - MR-96
- MAS
  - Modèle 1873
  - Modèle 1892
- Mateba Autorevolver
- Nagant
  - Nagant 95
- Remington
  - Remington 1858
  - Remington 1875 SA Army
- Roger&Spencer
  - Roger&Spencer
- Rudolf Schmidt/Suisse
  - Revolvers 1872 et 1878
  - Revolvers 1882 et 1882/1929
- Ruger
  - Ruger GP100
  - Ruger Super Red Hawk
- Smith & Wesson
  - S&W  M&P (Model 10)
  - S&W Model 27
  - S&W Model 29
  - S&W Model 36
  - S&W Model 60
- Tanfoglio
- Taurus
  - Taurus 80
  - Taurus 82
  - Taurus 415T
  - Taurus Raging Bull
- Vélodog
- Webley